# A Lufthansa úti céljai
A Lufthansa 190 célállomást szolgál ki a világ öt kontinensén. A táblázatban a Lufthansa által 2022 novemberében kiszolgált úti célok listáját lehet látni.

## Fordítás
- Ez a szócikk részben vagy egészben  a   List of Lufthansa destinations című angol Wikipédia-szócikk ezen változatának fordításán alapul.  Az eredeti cikk szerkesztőit annak laptörténete sorolja fel. Ez a jelzés csupán a megfogalmazás eredetét és a szerzői jogokat jelzi, nem szolgál a cikkben szereplő információk forrásmegjelöléseként.